# Аббас Даббагі
Аббас Даббагі (перс. عباس دباغی سورکی; нар. 9 березня 1987, Сарі, остан Мазендеран) — іранський борець вільного стилю, бронзовий призер чемпіонату Азії, срібний призер Кубку світу, учасник Олімпійських ігор.

## Життєпис
Боротьбою почав займатися з 2002 року. У 2004 році став чемпіоном Азії серед кадетів. У 2006 році такого ж успіху досяг на чемпіонаті Азії серед юніорів. Того ж року виборов срібну медаль чемпіонату світу серед юніорів.
Виступав за борцівський клуб «Мезіпур». Тренер — Есмаїл Дангесаракі.

## Спортивні результати на міжнародних змаганнях

### Виступи на Олімпіадах
| Змагання                    | Збірна | Вагова категорія          | Місце |
| --------------------------- | ------ | ------------------------- | ----- |
| Літні Олімпійські ігри 2008 | Іран   | вільна боротьба, до 55 кг | 10    |

### Виступи на Чемпіонатах Азії
| Змагання                       | Збірна | Вагова категорія          | Місце  |
| ------------------------------ | ------ | ------------------------- | ------ |
| Чемпіонат Азії з боротьби 2007 | Іран   | вільна боротьба, до 55 кг | Бронза |

### Виступи на Кубках світу
| Змагання                    | Збірна | Вагова категорія          | Місце  |
| --------------------------- | ------ | ------------------------- | ------ |
| Кубок світу з боротьби 2009 | Іран   | вільна боротьба, до 55 кг | Срібло |
| Кубок світу з боротьби 2010 | Іран   | вільна боротьба, до 55 кг | 12     |
| Кубок світу з боротьби 2011 | Іран   | вільна боротьба, до 60 кг | 12     |

### Виступи на інших змаганнях
| Змагання                                                      | Збірна | Вагова категорія          | Місце  |
| ------------------------------------------------------------- | ------ | ------------------------- | ------ |
| Олімпійський кваліфікаційний турнір з боротьби 2008 (Мартіні) | Іран   | вільна боротьба, до 55 кг | Бронза |
| Кубок Тахті 2010                                              | Іран   | вільна боротьба, до 55 кг | Золото |
| Золотий Гран-прі з боротьби 2010 (Баку)                       | Іран   | вільна боротьба, до 60 кг | 14     |
| Кубок Імамалі Хабібі і Абдоллаха Мохамеда 2010                | Іран   | вільна боротьба, до 60 кг | 9      |
| Кубок Тахті 2011                                              | Іран   | вільна боротьба, до 60 кг | Срібло |
| Золотий Гран-прі з боротьби 2012 (Тегеран)                    | Іран   | вільна боротьба, до 60 кг | 5      |
| Кубок Тахті 2013                                              | Іран   | вільна боротьба, до 60 кг | 8      |
| Кубок Тахті 2014                                              | Іран   | вільна боротьба, до 61 кг | 15     |
| Гран-прі Іспанії з боротьби 2014                              | Іран   | вільна боротьба, до 61 кг | Золото |

### Виступи на змаганнях молодших вікових груп
| Змагання                                      | Збірна | Вагова категорія          | Місце  |
| --------------------------------------------- | ------ | ------------------------- | ------ |
| Чемпіонат Азії з боротьби серед кадетів 2004  | Іран   | вільна боротьба, до 46 кг | Золото |
| Чемпіонат Азії з боротьби серед юніорів 2006  | Іран   | вільна боротьба, до 50 кг | Золото |
| Чемпіонат світу з боротьби серед юніорів 2006 | Іран   | вільна боротьба, до 50 кг | Срібло |